# Deposito locomotive di Siracusa
Il deposito locomotive di Siracusa è un'infrastruttura di servizio di RFI per la sosta, il rifornimento e la piccola manutenzione delle locomotive ed automotrici delle Ferrovie dello Stato.

## Storia
Il 1º luglio del 1869 veniva inaugurata la tratta ferroviaria da Catania a semplice binario fino alla stazione di Lentini, prima e importante sezione della Catania-Siracusa. Negli stessi anni avanzavano i lavori per la realizzazione del rimanente tratto. Il 19 gennaio 1871 la società delle Strade Ferrate Calabro-Sicule apriva al traffico i 57,8 km di ferrovia tra Lentini e la stazione di Siracusa. Per qualche decennio le locomotive vennero fornite dal deposito di Catania ma successivamente all'apertura della ferrovia per Licata la Rete Sicula ritenne opportuno istituire una rimessa locomotive anche a Siracusa; la struttura venne costruita di fianco, a sud-est della stazione ferroviaria. L'impianto venne attrezzato dello stretto indispensabile all'esercizio a vapore data la poca superficie disponibile; venne dotato di piattaforma girevole, torre dell'acqua, carbonaia e colonne di rifornimento idrico. Accanto alla rimessa, munita di fosse da visita trovarono posto i locali-officina e gli uffici. 
Alla fine degli anni trenta venne realizzato un piccolo posto di rifornitura di gasolio per le esigenze delle automotrici ALn 56 che effettuavano alcuni treni veloci tra cui i rapidi 510 e 515 da e per Messina. 
L'impianto ha subito poche variazioni nel tempo ed anche in seguito all'elettrificazione della linea principale nella metà degli anni sessanta sono state apportate solo poche modifiche.

## Rotabili in dotazione nel tempo
Locomotive a vapore:
- Gruppo 740

Locomotive diesel-elettriche:
- Gruppo D.343

Automotrici:
- ALn 668 serie 1400 (breve periodo inizio anni settanta)
- ALn 668 serie 1600

Carro soccorso di 2ª categoria